# Последната целувка
„Последната целувка“ (на английски: The Last Kiss) е американска романтична трагикомедия от 2006 г., базирана на италианския филм L'ultimo bacio от 2001 г. на режисьора Габриеле Мучино. Във филма участват Зак Браф, Джасинда Барет, Кейси Афлек и Рейчъл Билсън. Сценарист е Пол Хаджис, а режисьор е Тони Голдуин. Филмът е заснет в Медисън, Уисконсин.